# Сирийская пустыня
Сири́йская пусты́ня (араб. بادية الشام‎, Bādiyat Ash-Shām, Ба́дият Эш-Шам) — пустыня на Ближнем Востоке, располагающаяся на территории Сирии, Иордании, Ирака и Саудовской Аравии. Представляет собой степь и песчаные участки. Площадь — 1 млн км².

## История
Сирийская пустыня появилась после последнего оледенения 12 тыс. лет назад и долгое время была необитаемой. Лишь с демографическим давлением цивилизаций Древнего Востока и появлением кочевого скотоводства люди заселили Сирийскую пустыню. В древности пустыню населяли амореи, которых сменили арамеи и, наконец, арабы (сначала набатеи, а затем гассаниды). Основное население составляют бедуины, говорящие на арабских диалектах.

## География
Эта лежащая на стыке Плодородного полумесяца и Аравийского полуострова пустынная и полупустынная область с запада ограничена протянувшимся вдоль побережья Средиземного моря Антиливаном, с севера и востока — рекой Евфрат. На юге Сирийская пустыня переходит в пустыню Нефуд, а на юго-западе — в Негев.
Плоскостно расположенные молодые слоистые каменные отложения (известняк и песчаник) создают между поверхностями различного уровня и каменистыми ступенями бессточные «ванны» и опускания. Наибольшие высоты находятся на севере и западе в районах вулканических полей и поднятий, к северо-востоку местность понижается в направлении к Евфрату. Также высушенные русла (вади) направлены к Евфрату. Они несут воду только периодически, так как осадки очень малы: 50-80 мм на юге и 200—300 мм на севере и северо-западе, где на засушливых участках полупустыни развито скотоводство. В центральных и южных районах пустыни лежат лишённые растительности каменистые поля (сериры), скалистые и мелкозернистые песчаные участки.

## Климат
Климат субтропический. Средняя температура января +7 °C, июля +29 °C. Заморозки бывают почти ежегодно.

## Флора
Пустыня не обладает сплошным растительным покровом. Флора представлена кустарником и травой (саксаул, биюргун, боялыч, местами полынь), которые оживают только в зимний период дождей.

## Фауна
До XX века в Сирийской пустыне обитали страусы, верблюды-дромедары (одомашненные здесь во II т. до н. э.), ослы-онагры. Очень рано были истреблены львы. До сих пор в Сирийской пустыне обитает сирийский хомячок.

## Транспортные связи
Ещё с древнейших времён Сирийская пустыня является связующим звеном между Месопотамией и Средиземноморьем. Колодцы и города оазисов старого караванного пути (Пальмира, Дамаск) лежат теперь на современных скоростных трассах, где весьма редко встречаются караваны верблюдов. Важнейшим «транспортным средством» являются также нефтепроводы, пересекающие пустыню, по которым перекачивается нефть Персидского залива к портам Средиземного моря.

## Галерея

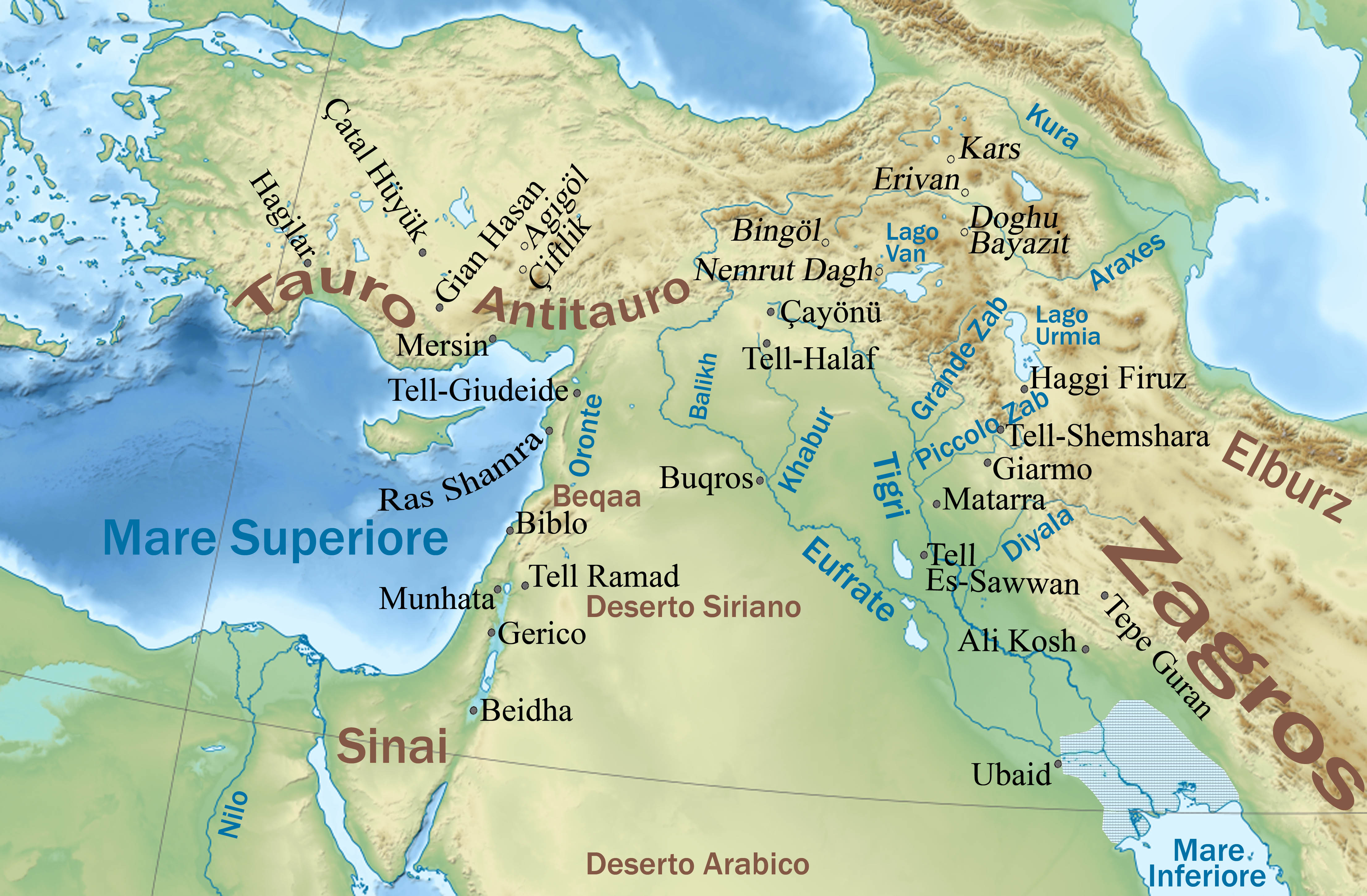
Сирийская пустыня (Deserto Siriano) в междуречье Оронта, Иордана и Евфрата на карте Ближнего Востока
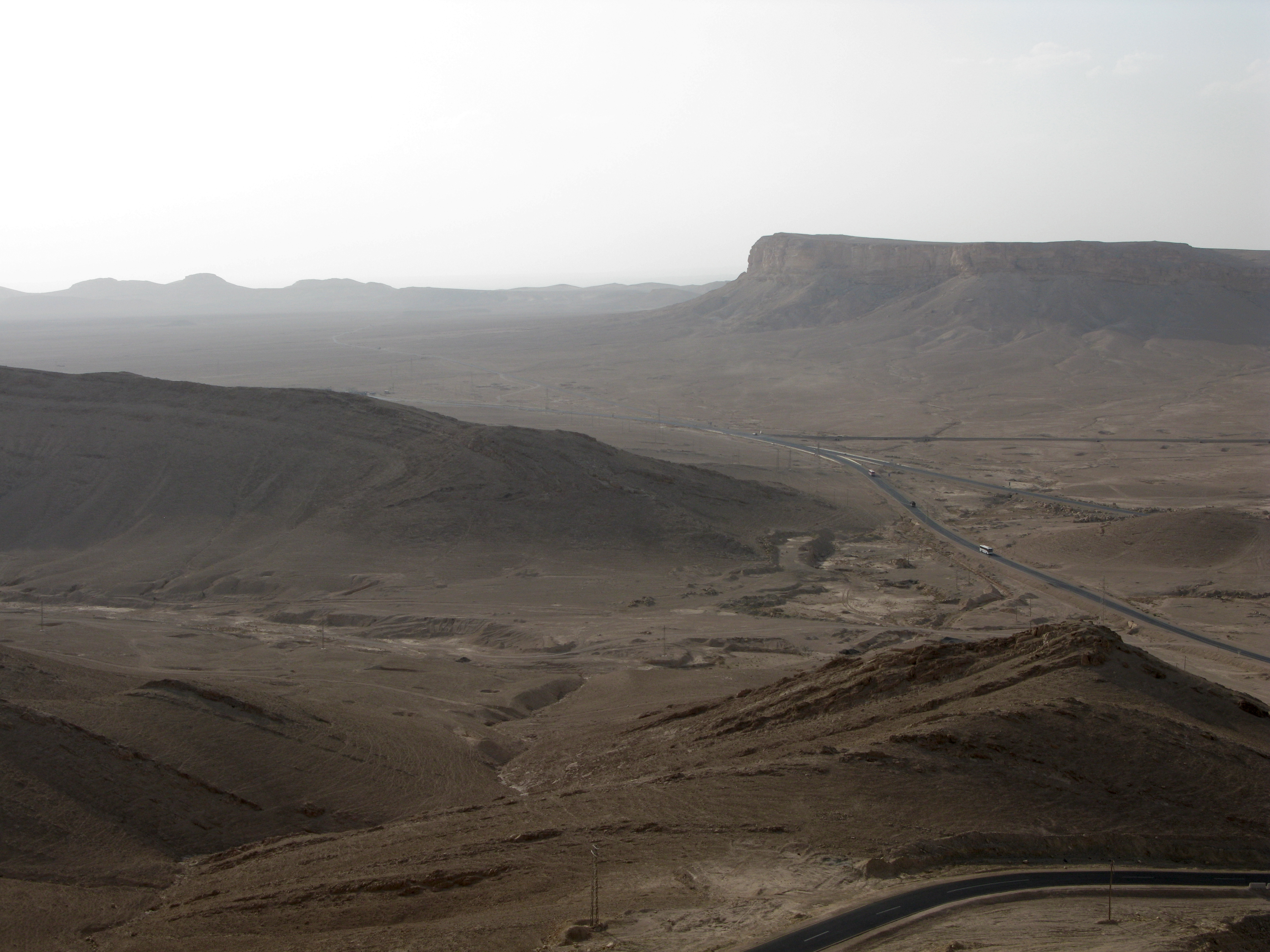
Пустыня рядом с Пальмирой
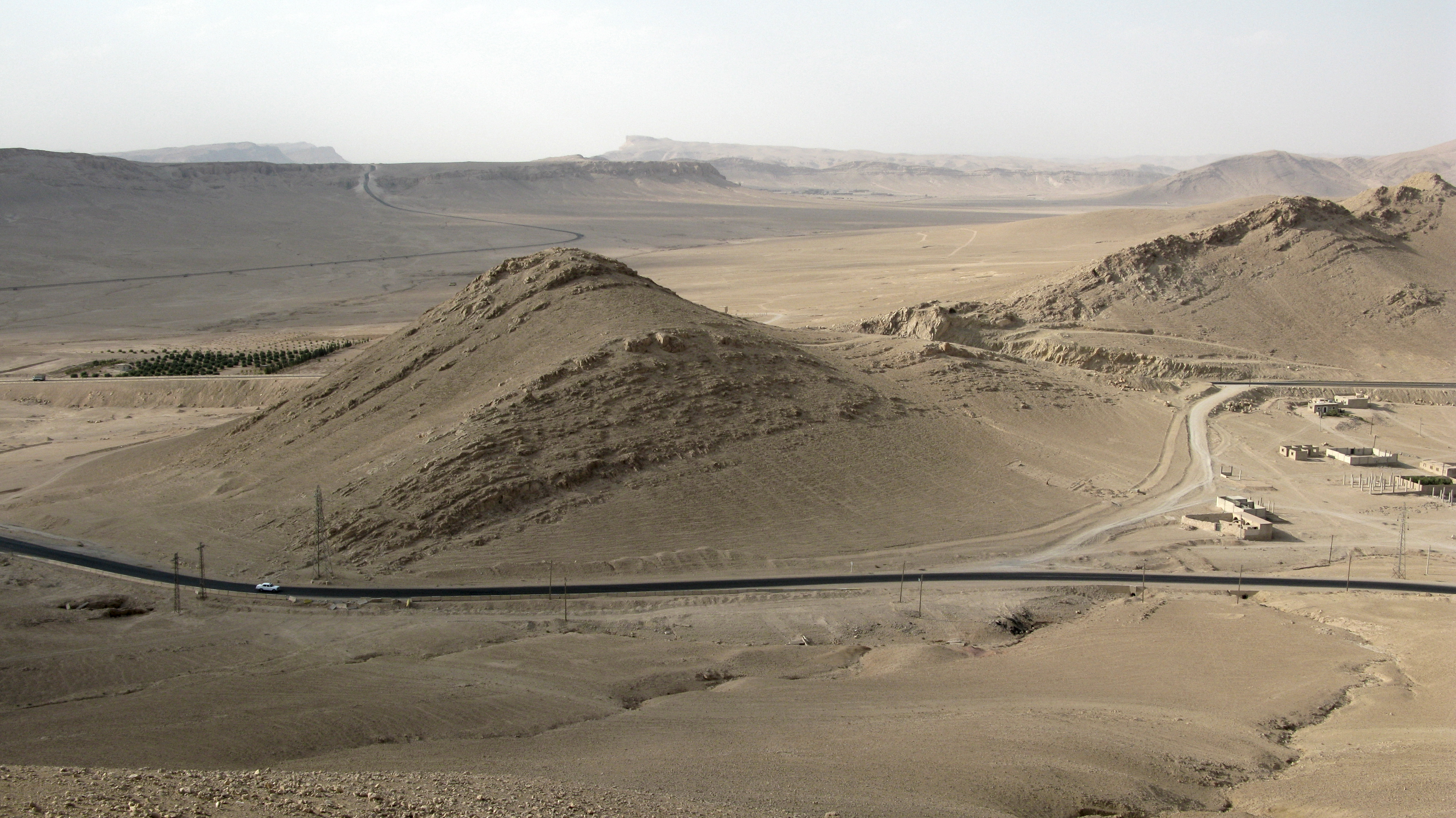
Дорога в пустыне рядом с Пальмирой
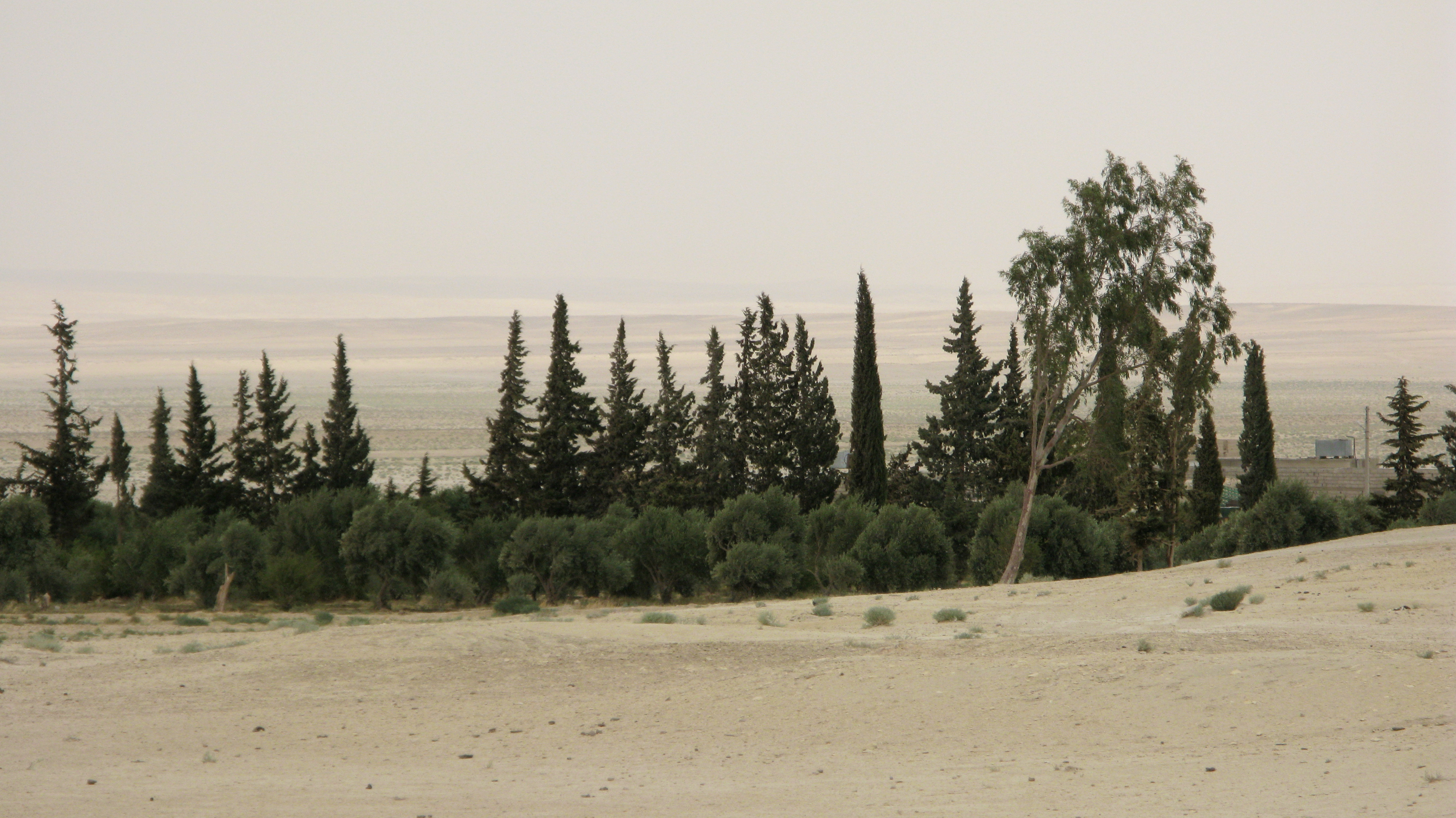
Оазис рядом с Эс-Сухне
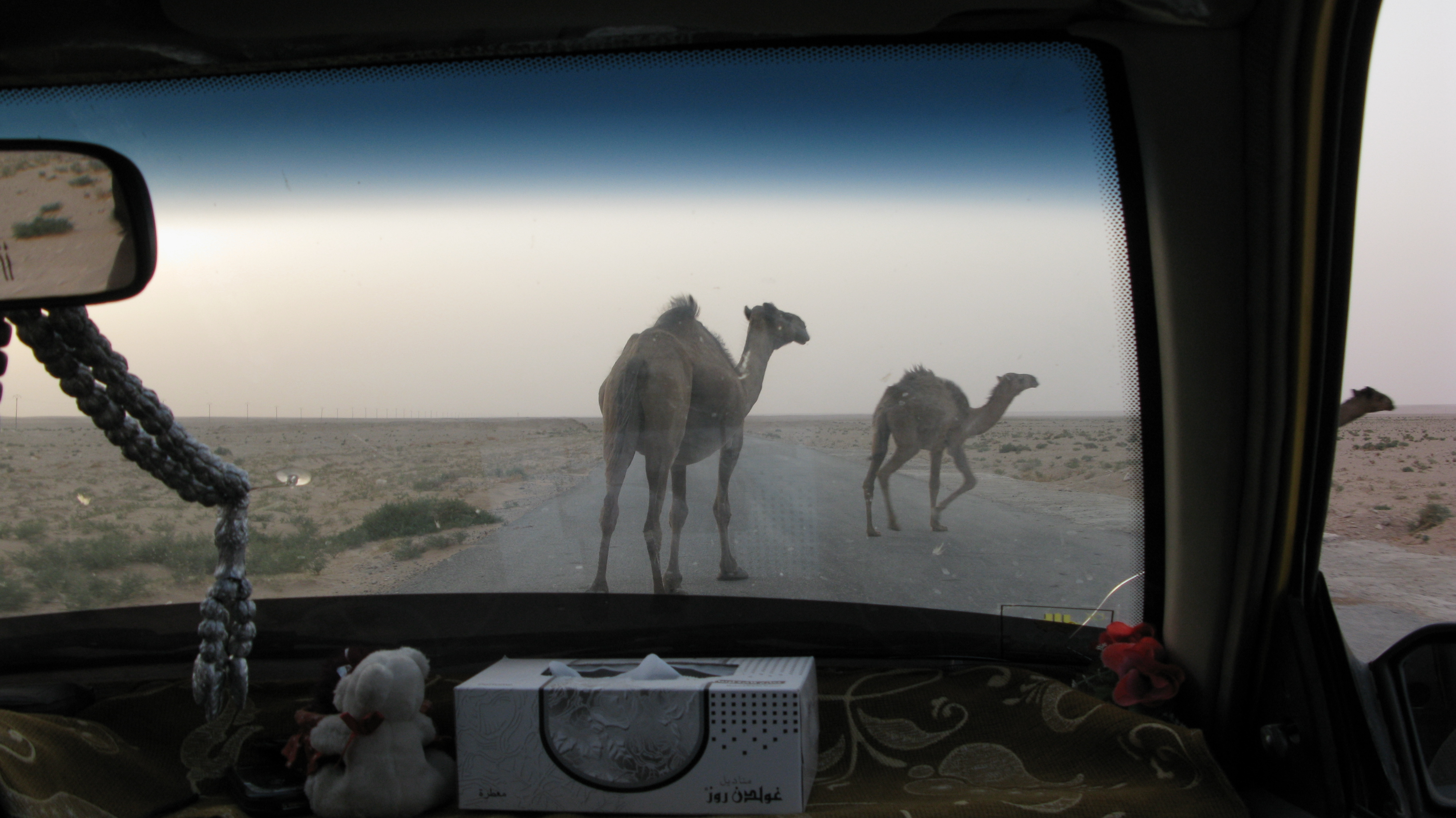
Верблюды в пустыне рядом с Эр-Ракка